# Jemima West
Jemima West, född 11 augusti 1987 i Paris, är en engelsk-fransk skådespelare. Hon är mest känd för sin roll som Rose i den franska tv-serien Maison Close och Vittoria i The Borgias. Hon spelar även rollen som Isabelle Lightwood i filmen The Mortal Instruments: Stad av skuggor och även i den kommande efterföljaren The Mortal Instruments: Stad av aska.

## Biografi
Jemima Wests föräldrar är britter, hennes far är revisor och hennes mamma är tolk. När hon var fem år gammal flyttade hon till Paris i Frankrike med sina föräldrar. Hon studerade vid Sorbonne och tog examen i konstvetenskap samtidigt som hon tog teaterkurser på kvällarna. Hon kan tala både franska och engelska flytande. Även om hon beskriver sig själv som helt engelsk och har lättare att arbeta i sitt modersmål, säger hon Paris är hennes hem.

## Filmografi

### Film
| År   | Titel                                               | Roll                    | Noteringar |
| ---- | --------------------------------------------------- | ----------------------- | ---------- |
| 1999 | Jeanne d'Arc                                        | flicka                  |            |
| 2004 | I'm an Actrice                                      | Fille casting           | Kortfilm   |
| 2009 | King Guillaume                                      | King Guillaume          | Kortfilm   |
| 2009 | Paradis Criminel: Who Killed Little Red Riding Hood | Louisa                  |            |
| 2010 | Demain je me marie                                  | Emilie                  | TV-film    |
| 2011 | La Morte Amoureuse                                  | Marguerite des Ravalets | Kortfilm   |
| 2011 | JC comme Jésus Christ                               | Jemima                  |            |
| 2012 | Lines of Wellington                                 | Maureen                 |            |
| 2012 | Et ton père…!                                       | Fleur                   |            |
| 2013 | The Mortal Instruments: Stad av skuggor             | Isabelle Lightwood      |            |
| 2014 | The Mortal Instruments: Stad av aska                | Isabelle Lightwood      |            |

### TV
| År         | Titel                      | Roll              | Noteringar                                |
| ---------- | -------------------------- | ----------------- | ----------------------------------------- |
| 2006       | 15/Love                    | Cassidy Payne     |                                           |
| 2007       | R.I.S. Police scientifique | Chloé Muller      | Avsnitt "Dépendances"                     |
| 2008       | Grand Star                 | Solveg            | 3 avsnitt                                 |
| 2008       | Ben et Thomas              | Liselott Karlsson |                                           |
| 2009       | Éternelle                  | Carla             | 1 avsnitt                                 |
| 2009       | Joséphine, Ange Gardien    | Pauline           | Avsnitt "Joséphine fait de la résistance" |
| 2009       | Camping Paradis            | Shirley           | 1 avsnitt                                 |
| 2010-nutid | Maison Close               | Rose              |                                           |
| 2012       | The Borgias                | Vittoria          | 4 avsnitt                                 |
| 2012       | As Linhas de Torres Vedras | Maureen           |                                           |